# Hélio Rocha
Hélio Rocha (Corumbá de Goiás, 14 de agosto de 1940 – Goiânia, 5 de março de 2024) foi um jornalista e Escritor brasileiro.

## Biografia
Estudou Ciências Sociais e Letras na Universidade Federal de Goiás (UFG) e começou sua carreira jornalística aos 19 anos, no jornal Diário do Oeste. Tem passagem pelo Correio Brasiliense e pelo Diário da Manhã e foi correspondente da revista Veja, do jornal O Globo e da agência de notícias americana Associated Press. Em 1972, começou a trabalhar para o jornal goiano O Popular, onde foi editor-chefe, editor especial e atualmente ocupa o cargo de editorialista, é um jornalista contemporâneo da ditadura militar e vivenciou a censura imposta nas redações.

## Obras
As obras de Hélio Rocha:
- OS INQUILINOS DA CASA VERDE-GOVERNOS DE GOIÁS DE PEDRO LUDOVICO A MAGUITO VILELA -  -  , 1998;
- JK PARA A JUVENTUDE - - , 2002;
- FARMACÉUTICO-PROFISSIONAL A SERVIÇO DA VIDA. -  - Editora Kelps, 2006;